# العلاقات الميانمارية النيبالية
العلاقات الميانمارية النيبالية هي العلاقات الثنائية التي تجمع بين ميانمار ونيبال.

## مقارنة بين البلدين
هذه مقارنة عامة ومرجعية للدولتين:
| وجه المقارنة                                              | ميانمار          | نيبال                               |
| --------------------------------------------------------- | ---------------- | ----------------------------------- |
| المساحة (كم2)                                             | 676.58 ألف       | 147.18 ألف                          |
| عدد السكان (نسمة)                                         | 53.37 مليون      | 29.40 مليون                         |
| الكثافة السكانية (ن./كم²)                                 | 78.88            | 199.76                              |
| العاصمة                                                   | نايبيداو، يانغون | كاتماندو                            |
| اللغة الرسمية                                             | اللغة البورمية   | اللغة النيبالية                     |
| العملة                                                    | كيات ميانماري    | روبية نيبالية                       |
| الناتج المحلي الإجمالي (بليون دولار)                      | 69.32 مليار      | 24.47 مليار                         |
| الناتج المحلي الإجمالي (تعادل القوة الشرائية) بليون دولار | 282.95 مليار     | 70.20 مليار                         |
| الناتج المحلي الإجمالي الاسمي للفرد دولار أمريكي          | 1.16 ألف         | 743                                 |
| الناتج المحلي الإجمالي للفرد دولار أمريكي                 |                  | 2.37 ألف                            |
| مؤشر التنمية البشرية                                      | 0.536            | 0.548                               |
| رمز المكالمات الدولي                                      | +95              | +977                                |
| رمز الإنترنت                                              | .mm              | .np                                 |
| المنطقة الزمنية                                           | ت ع م+06:30      | ت ع م+05:45، التوقيت الموحد لنيبال ‏ |

## منظمات دولية مشتركة
يشترك البلدان في عضوية مجموعة من المنظمات الدولية، منها:
| علم المنظمة | اسم المنظمة                                                    | تاريخ انضمام ميانمار | تاريخ انضمام نيبال |
| ----------- | -------------------------------------------------------------- | -------------------- | ------------------ |
|             | مؤسسة التنمية الدولية                                          | 5 نوفمبر 1962        | 6 مارس 1963        |
|             | يونسكو                                                         | 27 يونيو 1949        | 1 مايو 1953        |
|             | مؤسسة التمويل الدولية                                          | 3 ديسمبر 1956        | 7 يناير 1966       |
|             | منظمة حظر الأسلحة الكيميائية                                   | ?                    | ?                  |
|             | الأمم المتحدة                                                  | 19 أبريل 1948        | 14 ديسمبر 1955     |
|             | منظمة الشرطة الجنائية الدولية                                  | ?                    | ?                  |
|             | البنك الدولي للإنشاء والتعمير                                  | 3 يناير 1952         | 6 سبتمبر 1961      |
|             | الاتحاد البريدي العالمي                                        | ?                    | ?                  |
|             | وكالة ضمان الاستثمار متعدد الأطراف                             | 16 ديسمبر 2013       | 9 فبراير 1994      |
|             | بنك التنمية الآسيوي                                            | 1973                 | 1966               |
|             | مبادرة خليج البنغال للتعاون التقني والاقتصادي المتعدد القطاعات | ?                    | ?                  |
|             | منظمة التجارة العالمية                                         | ?                    | ?                  |

## وصلات خارجية
- موقع وزارة الخارجية الميانمارية
- موقع وزارة الخارجية النيبالية